# Robert M. Haas
Pour les articles homonymes, voir Haas.

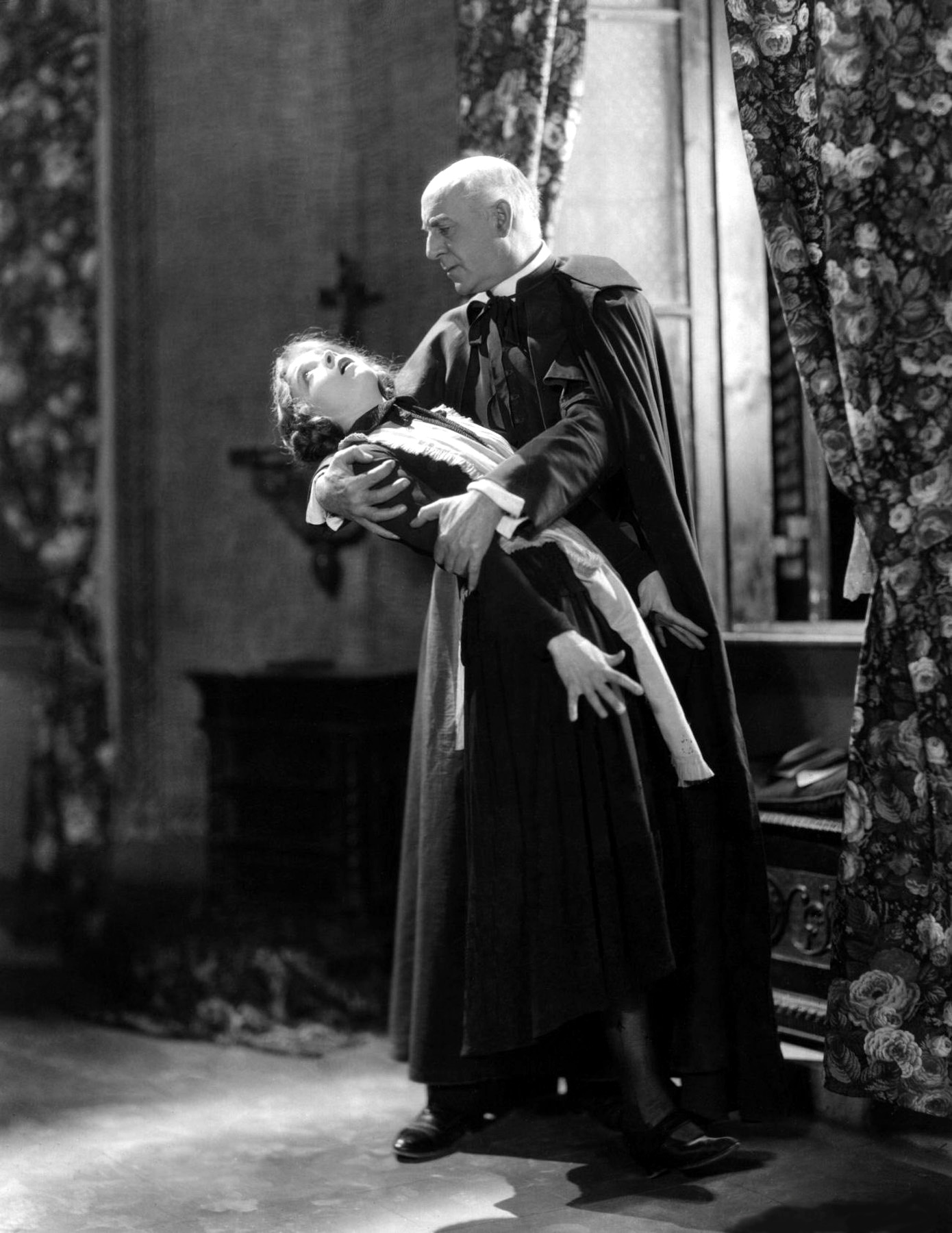
Dans les laves du Vésuve (1923), avec Lillian Gish et J. Barney Sherry

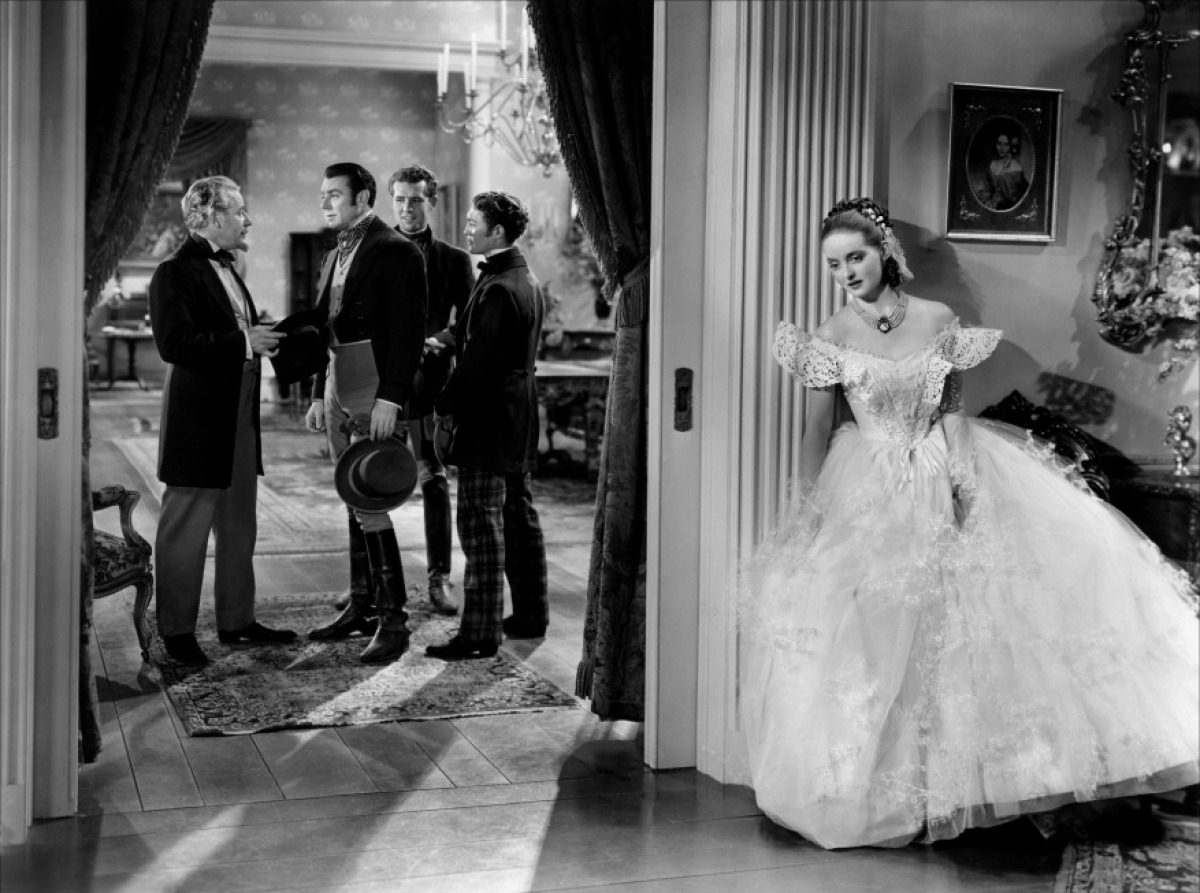
L'Insoumise (1938), avec Bette Davis

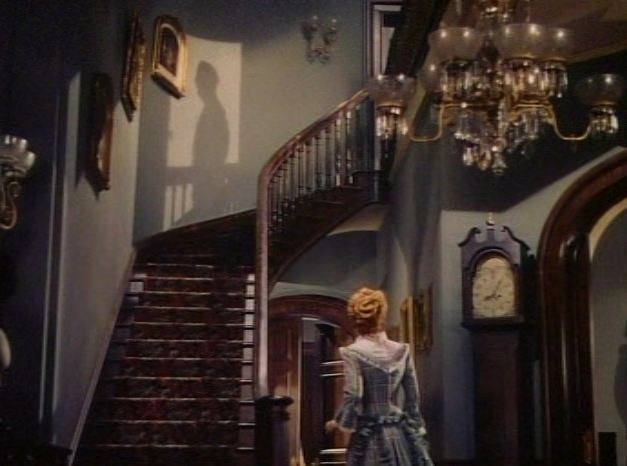
Mon père et nous (1947), avec Irene Dunne de dos

Robert M. Haas (souvent crédité Robert Haas) est un directeur artistique et chef décorateur américain, né le 3 janvier 1889 à Newark (New Jersey), mort le 17 décembre 1962 à Costa Mesa (Californie).

## Biographie
Après une formation d'architecte, Robert M. Haas intègre l'industrie du cinéma et œuvre comme directeur artistique ou chef décorateur sur près de cent-trente films américains dès 1919, principalement au sein de la Warner Bros. (à partir de 1929).
Parmi ses films notables, mentionnons Romola d'Henry King (1924), Le Prince et le Pauvre de William Keighley (1937), Le Faucon maltais de John Huston (1941, remake du film homonyme de 1931 auquel il avait déjà contribué), ou encore La Garce de King Vidor (1949).
Ses deux derniers films sont L'Esclave du gang de Vincent Sherman et La Ménagerie de verre d'Irving Rapper, sortis en 1950.
Durant sa carrière, il obtient deux nominations à l'Oscar des meilleurs décors (sans en gagner), en 1948 pour Mon père et nous de Michael Curtiz (1947) et en 1949 pour Johnny Belinda de Jean Negulesco (1948).

## Filmographie partielle
- 1920 : Docteur Jekyll et M. Hyde (Dr. Jekyll and Mr. Hyde) de John S. Robertson
- 1923 : Le Vengeur (Fury) de Henry King
- 1923 : Dans les laves du Vésuve (The White Sister) de Henry King
- 1924 : Romola de Henry King
- 1925 : Sackcloth and Scarlet de Henry King
- 1926 : La Femme sauvage (The Wilderness Woman) de Howard Higgin
- 1927 : Fay et Fanchette (Broadway Nights) de Joseph Boyle
- 1929 : She Goes to War de Henry King
- 1930 : Sous le ciel des tropiques (Hell Harbor) de Henry King
- 1931 : Le Faucon maltais (The Maltese Falcon) de Roy Del Ruth
- 1931 : Merely Mary Ann d'Henry King
- 1931 : Le Beau Joueur (Smart Money) d'Alfred E. Green
- 1931 : Maman (Over the Hill) de Henry King
- 1932 : Frisco Jenny de William A. Wellman
- 1932 : Une allumette pour trois (Three on a Match) de Mervyn LeRoy
- 1932 : Crooner de Lloyd Bacon
- 1932 : L'Étrange Passion de Molly Louvain (The Strange Love of Molly Louvain) de Michael Curtiz
- 1933 : Bureau des personnes disparues (Bureau of Missing Persons) de Roy Del Ruth
- 1933 : The World Changes de Mervyn LeRoy
- 1933 : La Vie de Jimmy Dolan (The Life of Jimmy Dolan) d'Archie Mayo
- 1933 : Un danger public (Picture Snatcher) de Lloyd Bacon
- 1933 : Entrée des employés (Employees' Entrance) de Roy Del Ruth
- 1934 : Un soir en scène (Sweet Adeline) de Mervyn LeRoy
- 1934 : Femme d'intérieur (Housewife) d'Alfred E. Green
- 1935 : Sur le velours (Living on Velvet) de Frank Borzage
- 1935 : In Caliente de Lloyd Bacon
- 1935 : La Femme traquée (I Found Stella Parish) de Mervyn LeRoy
- 1935 : Amis pour toujours (Shipmates Forever) de Frank Borzage
- 1936 : La Vie de Louis Pasteur (The Story of Louis Pasteur) de William Dieterle
- 1936 : Hearts Divided de Frank Borzage
- 1936 : Caïn et Mabel (Cain and Mabel) de Lloyd Bacon
- 1937 : Le Prince et le Pauvre (The Prince and the Pauper) de William Keighley
- 1937 : Bataille de dames (Ever Since Eve) de Lloyd Bacon
- 1937 : Un homme a disparu (The Perfect Specimen) de Michael Curtiz
- 1937 : La Tornade (Another Dawn) de William Dieterle
- 1937 : La Légion noire (Black Legion) d'Archie Mayo et Michael Curtiz
- 1937 : Monsieur Dodd prend l'air (Mr. Dodd Takes the Air) d'Alfred E. Green
- 1937 : La ville gronde (They Won't Forget) de Mervyn LeRoy
- 1938 : L'Insoumise (Jezebel) de William Wyler
- 1938 : Les Anges aux figures sales (Angels with Dirty Faces) de Michael Curtiz
- 1939 : Victoire sur la nuit (Dark Victory) d'Edmund Goulding
- 1939 : La Vieille Fille (The Old Maid) d'Edmund Goulding
- 1940 : La Caravane héroïque (Virginia City) de Michael Curtiz
- 1940 : Ville conquise (City for Conquest) d'Anatole Litvak
- 1940 : Voyage sans retour (’Til We Meet Again) d'Edmund Goulding
- 1940 : Knute Rockne, All American de Lloyd Bacon
- 1941 : Le Faucon maltais (The Maltese Falcon) de John Huston
- 1941 : The Strawberry Blonde de Raoul Walsh
- 1941 : Nuits joyeuses à Honolulu (Navy Blues) de Lloyd Bacon
- 1941 : Bombardiers en piqué (Dive Bomber), de Michael Curtiz
- 1942 : Griffes jaunes (Across the Pacific) de John Huston
- 1942 : Les Folles Héritières (The Gay Sisters) d'Irving Rapper
- 1942 : L'Homme qui vint dîner (The Man Who Came to Dinner) de William Keighley
- 1942 : Une femme cherche son destin (Now, Voyager) d'Irving Rapper
- 1942 : L'amour n'est pas en jeu (In This Our Life) de John Huston
- 1943 : L'Ange des ténèbres (Edge of Darkness) de Lewis Milestone
- 1944 : Saboteur sans gloire (Uncertain Glory) de Raoul Walsh
- 1944 : Janie de Michael Curtiz
- 1944 : Femme aimée est toujours jolie (Mr. Skeffington) de Vincent Sherman
- 1946 : La Vie passionnée des sœurs Brontë (Devotion) de Curtis Bernhardt
- 1946 : Janie Gets Married de Vincent Sherman
- 1946 : La Voleuse (A Stolen Life) de Curtis Bernhardt
- 1947 : Mon père et nous (Life with Father) de Michael Curtiz
- 1947 : L'Aventure à deux (The Voice of the Turtle) d'Irving Rapper
- 1948 : Johnny Belinda de Jean Negulesco
- 1949 : Il y a de l'amour dans l'air (My Dream Is Yours) de Michael Curtiz et Friz Freleng
- 1949 : La Garce (Beyond the Forest) de King Vidor
- 1949 : Vive monsieur le maire (The Inspector General) d'Henry Koster
- 1950 : L'Esclave du gang (The Damned Don't Cry) de Vincent Sherman
- 1950 : La Ménagerie de verre (The Glass Menagerie) d'Irving Rapper

## Distinctions
- Deux nominations à l'Oscar des meilleurs décors :
  - En 1948, catégorie couleur, pour Mon père et nous ;
  - Et en 1949, catégorie noir et blanc, pour Johnny Belinda.